# Az Amerikai Egyesült Államok az 1994. évi téli olimpiai játékokon
Az Amerikai Egyesült Államok a norvégiai Lillehammerben megrendezett 1994. évi téli olimpiai játékok egyik részt vevő nemzete volt. Az országot az olimpián 12 sportágban 147 sportoló képviselte, akik összesen 13 érmet szereztek.

## Érmesek
| Érem  | Versenyző                                                 | Sportág                    | Versenyszám                  |
| ----- | --------------------------------------------------------- | -------------------------- | ---------------------------- |
| Arany | Tommy Moe                                                 | Alpesisí                   | Férfi lesiklás               |
| Arany | Diann Roffe                                               | Alpesisí                   | Női szuperóriás-műlesiklás   |
| Arany | Dan Jansen                                                | Gyorskorcsolya             | Férfi 1000 m                 |
| Arany | Bonnie Blair                                              | Gyorskorcsolya             | Női 500 m                    |
| Arany | Bonnie Blair                                              | Gyorskorcsolya             | Női 1000 m                   |
| Arany | Cathy Turner                                              | Rövidpályás gyorskorcsolya | Női 500 m                    |
| Ezüst | Tommy Moe                                                 | Alpesisí                   | Férfi szuperóriás-műlesiklás |
| Ezüst | Picabo Street                                             | Alpesisí                   | Női lesiklás                 |
| Ezüst | Nancy Kerrigan                                            | Műkorcsolya                | Női egyéni                   |
| Ezüst | Randall Bartz John Coyle Eric Flaim Andrew Gabel          | Rövidpályás gyorskorcsolya | Férfi 5000 m váltó           |
| Ezüst | Liz McIntyre                                              | Síakrobatika               | Női mogul                    |
| Bronz | Amy Peterson                                              | Rövidpályás gyorskorcsolya | Női 500 m                    |
| Bronz | Karen Cashman Amy Peterson Cathy Turner Nikki Ziegelmeyer | Rövidpályás gyorskorcsolya | Női 3000 m váltó             |

## Alpesisí
Férfi
| Versenyző       | Versenyszám            | 1. futam      | 1. futam      | 2. futam      | 2. futam      | Összesítés    | Összesítés    |
| Versenyző       | Versenyszám            | Idő           | Hely.         | Idő           | Hely.         | Idő           | Helyezés      |
| --------------- | ---------------------- | ------------- | ------------- | ------------- | ------------- | ------------- | ------------- |
| Chad Fleischer  | Szuperóriás-műlesiklás |               |               |               |               | nem ért célba | nem ért célba |
| Matt Grosjean   | Műlesiklás             | 1:04,24       | 23.           | nem ért célba | nem ért célba | kiesett       | kiesett       |
| A J Kitt        | Lesiklás               |               |               |               |               | 1:46,82       | 17.           |
| A J Kitt        | Szuperóriás-műlesiklás |               |               |               |               | kizárták      | kizárták      |
| Tommy Moe       | Lesiklás               |               |               |               |               | 1:45,75       |               |
| Tommy Moe       | Szuperóriás-műlesiklás |               |               |               |               | 1:32,61       |               |
| Jeremy Nobis    | Műlesiklás             | 1:04,86       | 25.           | nem ért célba | nem ért célba | kiesett       | kiesett       |
| Jeremy Nobis    | Óriás-műlesiklás       | 1:29,02       | 6.            | 1:24,58       | 14.           | 2:53,60       | 9.            |
| Harper Phillips | Óriás-műlesiklás       | 1:30,31       | 21.           | nem ért célba | nem ért célba | kiesett       | kiesett       |
| Casey Puckett   | Műlesiklás             | 1:02,97       | 14.           | 1:00,50       | 5.            | 2:03,47       | 7.            |
| Casey Puckett   | Óriás-műlesiklás       | nem ért célba | nem ért célba | kiesett       | kiesett       | kiesett       | kiesett       |
| Kyle Rasmussen  | Lesiklás               |               |               |               |               | 1:46,35       | 11.           |
| Kyle Rasmussen  | Szuperóriás-műlesiklás |               |               |               |               | kizárták      | kizárták      |
| Erik Schlopy    | Műlesiklás             | nem ért célba | nem ért célba | kiesett       | kiesett       | kiesett       | kiesett       |
| Erik Schlopy    | Óriás-műlesiklás       | 1:42,26       | 44.           | 1:27,74       | 31.           | 3:10,00       | 34.           |
| Craig Thrasher  | Lesiklás               |               |               |               |               | 1:48,91       | 38.           |

| Chad Fleischer | Összetett | 1:40,17 | 28. | nem indult | nem indult | kiesett | kiesett | kiesett | kiesett | kiesett | kiesett | kiesett | kiesett |
| Tommy Moe      | Összetett | 1:37,14 | 3.  | 52,93      | 17.        | 49,34   | 9.**    | 1:42,27 | 15.     | 3:19,41 | 5.      |         |         |
| Kyle Rasmussen | Összetett | 1:36,96 | 2.  | 1:08,24    | 37.        | 52,34   | 27.     | 2:00,58 | 32.     | 3:37,54 | 31.     |         |         |
| Craig Thrasher | Összetett | 1:40,36 | 31. | nem indult | nem indult | kiesett | kiesett | kiesett | kiesett | kiesett | kiesett | kiesett | kiesett |

Női
| Megan Gerety       | Lesiklás               |         |     |               |               | 1:38,24       | 20.           |         |         |
| Megan Gerety       | Szuperóriás-műlesiklás |         |     |               |               | nem ért célba | nem ért célba |         |         |
| Hilary Lindh       | Lesiklás               |         |     |               |               | 1:37,44       | 7.            |         |         |
| Hilary Lindh       | Szuperóriás-műlesiklás |         |     |               |               | 1:23,38       | 13.           |         |         |
| Shannon Nobis      | Szuperóriás-műlesiklás |         |     |               |               | 1:23,02       | 10.           |         |         |
| Anne-Lise Parisien | Óriás-műlesiklás       | 1:23,55 | 24. | 1:12,89       | 9.            | 2:36,44       | 13.           |         |         |
| Julie Parisien     | Műlesiklás             | 1:01,61 | 21. | kizárták      | kizárták      | kiesett       | kiesett       |         |         |
| Monique Pelletier  | Műlesiklás             | 1:01,87 | 24. | kizárták      | kizárták      | kiesett       | kiesett       |         |         |
| Diann Roffe        | Óriás-műlesiklás       | 1:23,99 | 27. | nem ért célba | nem ért célba | kiesett       | kiesett       | kiesett | kiesett |
| Diann Roffe        | Szuperóriás-műlesiklás |         |     |               |               | 1:22,15       |               |         |         |
| Krista Schmidinger | Lesiklás               |         |     |               |               | 1:38,76       | 27.           |         |         |
| Carrie Sheinberg   | Műlesiklás             | 1:01,63 | 22. | 58,53         | 16.           | 2:00,16       | 18.           |         |         |
| Picabo Street      | Lesiklás               |         |     |               |               | 1:36,59       |               |         |         |
| Eva Twardokens     | Műlesiklás             | 1:01,47 | 19. | nem ért célba | nem ért célba | kiesett       | kiesett       |         |         |
| Eva Twardokens     | Óriás-műlesiklás       | 1:22,12 | 12. | 1:12,29       | 7.            | 2:34,41       | 6.            |         |         |
| Heidi Voelker      | Óriás-műlesiklás       | 1:23,08 | 18. | nem ért célba | nem ért célba | kiesett       | kiesett       |         |         |

| Versenyző         | Versenyszám | Lesiklás | Lesiklás | Műlesiklás | Műlesiklás | Műlesiklás | Műlesiklás | Műlesiklás | Műlesiklás | Összesítés | Összesítés |         |
| Versenyző         | Versenyszám | Lesiklás | Lesiklás | 1. futam   | 1. futam   | 2. futam   | 2. futam   | Össz.      | Össz.      | Összesítés | Összesítés |         |
| Versenyző         | Versenyszám | Idő      | Hely.    | Idő        | Hely.      | Idő        | Hely.      | Idő        | Hely.      | Idő        | Helyezés   |         |
| ----------------- | ----------- | -------- | -------- | ---------- | ---------- | ---------- | ---------- | ---------- | ---------- | ---------- | ---------- | ------- |
| Julie Parisien    | Összetett   | kizárták | kizárták | kiesett    | kiesett    | kiesett    | kiesett    | kiesett    | kiesett    | kiesett    | kiesett    | kiesett |
| Monique Pelletier | Összetett   | 1:30,36  | 24.      | 1:19,01    | 27.        | 49,42      | 15.        | 2:08,43    | 25.        | 3:38,79    | 24.        |         |
| Picabo Street     | Összetett   | 1:28,19  | 2.       | 52,59      | 13.        | 49,37      | 14.        | 1:41,96    | 14.        | 3:10,15    | 10.        |         |

** - két másik versenyzővel azonos eredményt ért el

## Biatlon
Férfi
| Versenyző                                             | Versenyszám      | Lövőhiba    | Időeredmény | Helyezés |
| ----------------------------------------------------- | ---------------- | ----------- | ----------- | -------- |
| Duncan Douglas                                        | 10 km sprint     | 3 (1+2)     | 33:29,2     | 65.      |
| Jon Engen                                             | 20 km egyéni     | 4 (2+2+0+0) | 1:06:39,7   | 64.      |
| Dave Jareckie                                         | 10 km sprint     | 4 (2+2)     | 33:15,6     | 64.      |
| Curt Schreiner                                        | 20 km egyéni     | 6 (1+1+2+2) | 1:07:41,6   | 65.      |
| Curt Schreiner Dave Jareckie Jon Engen Duncan Douglas | 4 × 7,5 km váltó | 0+0         | 1:35:43,7   | 14.      |

Női
| Versenyző                                          | Versenyszám      | Lövőhiba    | Időeredmény | Helyezés |
| -------------------------------------------------- | ---------------- | ----------- | ----------- | -------- |
| Beth Coats                                         | 7,5 km sprint    | 3 (3+0)     | 29:24,3     | 51.      |
| Beth Coats                                         | 15 km egyéni     | 4 (1+1+1+1) | 57:20,0     | 33.      |
| Joan Guetschow                                     | 7,5 km sprint    | 4 (1+3)     | 29:26,7     | 52.*     |
| Joan Guetschow                                     | 15 km egyéni     | 1 (0+0+0+1) | 55:19,4     | 17.      |
| Mary Ostergren                                     | 7,5 km sprint    | 4 (3+1)     | 30:35,6     | 64.      |
| Joan Smith                                         | 7,5 km sprint    | 2 (0+2)     | 27:39,1     | 24.*     |
| Joan Smith                                         | 15 km egyéni     | 3 (0+1+1+1) | 54:46,7     | 14.      |
| Laura Tavares                                      | 15 km egyéni     | 4 (1+1+1+1) | 57:04,3     | 32.      |
| Beth Coats Joan Smith Laura Tavares Joan Guetschow | 4 × 7,5 km váltó | 3           | 1:57:35,9   | 8.       |

* - egy másik versenyzővel azonos eredményt ért el

## Bob
| Versenyző                                            | Versenyszám | 1. futam | 1. futam | 2. futam | 2. futam | 3. futam | 3. futam | 4. futam | 4. futam | Összesítés | Összesítés |
| Versenyző                                            | Versenyszám | Idő      | Hely.    | Idő      | Hely.    | Idő      | Hely.    | Idő      | Hely.    | Idő        | Helyezés   |
| ---------------------------------------------------- | ----------- | -------- | -------- | -------- | -------- | -------- | -------- | -------- | -------- | ---------- | ---------- |
| Jim Herberich Nathan Minton                          | Kettes      | 53,04    | 15.      | 53,58    | 17.      | 53,29    | 15.      | 53,50    | 13.      | 3:33,41    | 14.        |
| Brian Shimer Randy Jones                             | Kettes      | 52,99    | 12.*     | 53,37    | 11.      | 52,86    | 5.       | 53,63    | 17.      | 3:32,85    | 13.        |
| Randy Will Jeff Woodard Joe Sawyer Chris Coleman     | Négyes      | 52,03    | 8.*      | 52,42    | 12.      | 52,77    | 19.      | 52,75    | 17.*     | 3:29,97    | 15.        |
| Brian Shimer Bryan Leturgez Karlos Kirby Randy Jones | Négyes      | 52,25    | 13.      | 52,29    | 9.*      | kizárták | kizárták | kiesett  | kiesett  | kiesett    | kiesett    |

* - egy másik csapattal azonos eredményt ért el

## Északi összetett
| Versenyző                              | Versenyszám | Síugrás | Síugrás | Síugrás    | Sífutás   | Sífutás | Összesítés | Összesítés |
| Versenyző                              | Versenyszám | Pont    | Hely.   | Időhátrány | Idő       | Hely.   | Idő        | Helyezés   |
| -------------------------------------- | ----------- | ------- | ------- | ---------- | --------- | ------- | ---------- | ---------- |
| Ryan Heckman                           | Egyéni      | 191,5   | 30.     | +6:10      | 41:05,7   | 29.     | 47:15,7    | 29.        |
| Dave Jarrett                           | Egyéni      | 175,5   | 39.     | +7:56      | 39:34,4   | 12.     | 47:30,4    | 36.        |
| Todd Lodwick                           | Egyéni      | 232,0   | 5.      | +1:40      | 42:41,2   | 43.     | 44:21,2    | 13.        |
| Tim Tetreault                          | Egyéni      | 186,5   | 35.     | +6:43      | 40:34,0   | 24.     | 47:17,0    | 30.        |
| Dave Jarrett Todd Lodwick Ryan Heckman | Csapat      | 602,0   | 7.      | +10:57     | 1:25:10,4 | 8.      | 1:36:07,4  | 7.         |

## Gyorskorcsolya
Férfi
| Versenyző       | Versenyszám | Eredmény | Helyezés |
| --------------- | ----------- | -------- | -------- |
| Dave Besteman   | 500 m       | 37,68    | 27.      |
| Dave Besteman   | 1000 m      | 1:15,62  | 30.*     |
| KC Boutiette    | 1500 m      | 2:00,59  | 39.      |
| Dave Cruikshank | 500 m       | 37,37    | 19.      |
| Brendan Eppert  | 1000 m      | 1:16,07  | 35.      |
| Dan Jansen      | 500 m       | 36,68    | 8.       |
| Dan Jansen      | 1000 m      | 1:12,43  |          |
| Nate Mills      | 500 m       | 37,41    | 20.      |
| Nate Mills      | 1000 m      | 1:15,11  | 21.      |
| Nate Mills      | 1500 m      | 1:58,43  | 37.      |
| Dave Tamburrino | 1500 m      | 1:55,78  | 22.*     |
| Brian Wanek     | 1500 m      | 1:57,09  | 32.      |
| Brian Wanek     | 5000 m      | 7:05,95  | 30.      |

Női
| Versenyző        | Versenyszám | Eredmény | Helyezés |
| ---------------- | ----------- | -------- | -------- |
| Chantal Bailey   | 1000 m      | 1:23,52  | 31.      |
| Chantal Bailey   | 1500 m      | 2:09,68  | 27.      |
| Chantal Bailey   | 3000 m      | 4:34,64  | 22.      |
| Bonnie Blair     | 500 m       | 39,25    |          |
| Bonnie Blair     | 1000 m      | 1:18,74  |          |
| Bonnie Blair     | 1500 m      | 2:03,44  | 4.       |
| Peggy Clasen     | 500 m       | 41,13    | 23.*     |
| Michelle Kline   | 500 m       | kizárták | kizárták |
| Michelle Kline   | 1000 m      | 1:22,44  | 24.*     |
| Michelle Kline   | 1500 m      | 2:08,02  | 20.      |
| Chris Scheels    | 3000 m      | 4:34,14  | 21.      |
| Kristen Talbot   | 500 m       | 41,05    | 20.*     |
| Chris Witty      | 1000 m      | 1:22,42  | 23.      |
| Angela Zuckerman | 1500 m      | 2:08,43  | 21.      |
| Angela Zuckerman | 3000 m      | 4:33,08  | 19.      |

* - egy másik versenyzővel azonos eredményt ért el

## Jégkorong
| Kanadai nemzeti férfi jégkorongcsapat-játékoskeret                                                                     | Kanadai nemzeti férfi jégkorongcsapat-játékoskeret                                                                               | Kanadai nemzeti férfi jégkorongcsapat-játékoskeret                                           |
| --- | --- | -------------------------------------------------------------------------------------------- |
| - Mark Beaufait - Jim Campbell - Peter Ciavaglia - Ted Crowley - Ted Drury - Mike Dunham - Peter Ferraro - Brett Hauer | - Darby Hendrickson - Chris Imes - Craig Johnson - Peter Laviolette - Jeff Lazaro - John Lilley - Todd Marchant - Matthew Martin | - Travis Richards - Barry Richter - David Roberts - Brian Rolston - David Sacco - Garth Snow |

B csoport
| Hely. | Csapat           | M | Gy | D | V | G+ | G– | Gk  | P | Továbbjutás     |
| ----- | ---------------- | - | -- | - | - | -- | -- | --- | - | --------------- |
| 1.    | Szlovákia        | 5 | 3  | 2 | 0 | 26 | 14 | +12 | 8 | Negyeddöntő     |
| 2.    | Kanada           | 5 | 3  | 1 | 1 | 17 | 11 | +6  | 7 | Negyeddöntő     |
| 3.    | Svédország       | 5 | 3  | 1 | 1 | 23 | 13 | +10 | 7 | Negyeddöntő     |
| 4.    | Egyesült Államok | 5 | 1  | 3 | 1 | 21 | 17 | +4  | 5 | Negyeddöntő     |
| 5.    | Olaszország      | 5 | 1  | 0 | 4 | 15 | 31 | −16 | 2 | A 9–12. helyért |
| 6.    | Franciaország    | 5 | 0  | 1 | 4 | 11 | 27 | −16 | 1 | A 9–12. helyért |

1. 1 2  Svédország 2–3 Kanada

| 1994. február 13. 20:00 | Franciaország (FRA) | 4–4 (1–2, 1–0, 2–2) | Egyesült Államok (USA) | Håkons Hall, Lillehammer Nézőszám: 8145 |

| | Petri Ylönen | Kapusok                     | Mike Dunham | Játékvezető: Mika Lepaus Vonalbírók: Lonnie Cameron Pierre Tremblay |
| \| \| 0–1 \| 05:04 − Lilley (Beaufait) \| \| Saunier − 15:16 \| 1–1 \| \| \| \| 1–2 \| 17:43 − Ferraro (Johnson) \| \| Pajonkowski − 38:10 \| 2–2 \| \| \| Agnel − 42:36 \| 3–2 \| \| \| Maia (Poudrier, Laporte) (SH) − 47:48 \| 4–2 \| \| \| \| 4–3 \| 51:23 − Laviolette \| \| \| 4–4 \| 53:58 − Rolston (Ciavaglia) \| |              |                             |             | Játékvezető: Mika Lepaus Vonalbírók: Lonnie Cameron Pierre Tremblay |
| 16 perc | Büntetések   | 6 perc                      |             | Játékvezető: Mika Lepaus Vonalbírók: Lonnie Cameron Pierre Tremblay |
| 14 | Lövések      | 32                          |             | Játékvezető: Mika Lepaus Vonalbírók: Lonnie Cameron Pierre Tremblay |
| | 0–1          | 05:04 − Lilley (Beaufait)   |             | Játékvezető: Mika Lepaus Vonalbírók: Lonnie Cameron Pierre Tremblay |
| Saunier − 15:16 | 1–1          |                             |             | Játékvezető: Mika Lepaus Vonalbírók: Lonnie Cameron Pierre Tremblay |
| | 1–2          | 17:43 − Ferraro (Johnson)   |             | Játékvezető: Mika Lepaus Vonalbírók: Lonnie Cameron Pierre Tremblay |
| Pajonkowski − 38:10 | 2–2          |                             |             |                                                                     |
| Agnel − 42:36 | 3–2          |                             |             |                                                                     |
| Maia (Poudrier, Laporte) (SH) − 47:48 | 4–2          |                             |             |                                                                     |
| | 4–3          | 51:23 − Laviolette          |             |                                                                     |
| | 4–4          | 53:58 − Rolston (Ciavaglia) |             |                                                                     |

| 1994. február 15. 17:30 | Egyesült Államok (USA) | 3–3 (1–1, 0–1, 2–1) | Szlovákia (SVK) | Gjøvik Olympic Cavern Hall, Gjøvik Nézőszám: 5200 |

| | Garth Snow | Kapusok                  | Eduard Hartmann | Játékvezető: Valerij Bokarev Vonalbírók: Stephan Eriksson Johan Norrman |
| \| Lazaro (Crowley) − 10:23 \| 1–0 \| \| \| \| 1–1 \| 13:55 − Kolník (Haščák) \| \| \| 1–2 \| 39:24 − Šťastný (Pálffy) \| \| \| 1–3 \| 46:58 − Švehla (PP) \| \| Ciavaglia (Beaufait, Sacco) (PP) − 54:23 \| 2–3 \| \| \| Lilley − 55:59 \| 3–3 \| \| |            |                          |                 | Játékvezető: Valerij Bokarev Vonalbírók: Stephan Eriksson Johan Norrman |
| 22 perc | Büntetések | 35 perc                  |                 | Játékvezető: Valerij Bokarev Vonalbírók: Stephan Eriksson Johan Norrman |
| 18 | Lövések    | 33                       |                 | Játékvezető: Valerij Bokarev Vonalbírók: Stephan Eriksson Johan Norrman |
| Lazaro (Crowley) − 10:23 | 1–0        |                          |                 | Játékvezető: Valerij Bokarev Vonalbírók: Stephan Eriksson Johan Norrman |
| | 1–1        | 13:55 − Kolník (Haščák)  |                 | Játékvezető: Valerij Bokarev Vonalbírók: Stephan Eriksson Johan Norrman |
| | 1–2        | 39:24 − Šťastný (Pálffy) |                 | Játékvezető: Valerij Bokarev Vonalbírók: Stephan Eriksson Johan Norrman |
| | 1–3        | 46:58 − Švehla (PP)      |                 |                                                                         |
| Ciavaglia (Beaufait, Sacco) (PP) − 54:23 | 2–3        |                          |                 |                                                                         |
| Lilley − 55:59 | 3–3        |                          |                 |                                                                         |

| 1994. február 17. 20:00 | Kanada (CAN) | 3–3 (1–0, 1–2, 1–1) | Egyesült Államok (USA) | Håkons Hall, Lillehammer Nézőszám: 9245 |

| | Corey Hirsch | Kapusok                                   | Garth Snow | Játékvezető: Börje Johansson Vonalbírók: Stephan Eriksson Johan Norrman |
| \| Norris (Savage, Warriner) − 04:46 \| 1–0 \| \| \| \| 1–1 \| 21:06 − Rolston (Sacco, Roberts) \| \| \| 1–2 \| 29:43 − Rolston (Beaufait, Roberts) (PP2) \| \| Nedvěd (PS) − 32.09 \| 2–2 \| \| \| Norris − 41:16 \| 3–2 \| \| \| \| 3–3 \| 59:32 − Marchant (Roberts) (PP) \| |              |                                           |            | Játékvezető: Börje Johansson Vonalbírók: Stephan Eriksson Johan Norrman |
| 14 perc | Büntetések   |                                           |            | Játékvezető: Börje Johansson Vonalbírók: Stephan Eriksson Johan Norrman |
| 32 | Lövések      | 29                                        |            | Játékvezető: Börje Johansson Vonalbírók: Stephan Eriksson Johan Norrman |
| Norris (Savage, Warriner) − 04:46 | 1–0          |                                           |            | Játékvezető: Börje Johansson Vonalbírók: Stephan Eriksson Johan Norrman |
| | 1–1          | 21:06 − Rolston (Sacco, Roberts)          |            | Játékvezető: Börje Johansson Vonalbírók: Stephan Eriksson Johan Norrman |
| | 1–2          | 29:43 − Rolston (Beaufait, Roberts) (PP2) |            | Játékvezető: Börje Johansson Vonalbírók: Stephan Eriksson Johan Norrman |
| Nedvěd (PS) − 32.09 | 2–2          |                                           |            |                                                                         |
| Norris − 41:16 | 3–2          |                                           |            |                                                                         |
| | 3–3          | 59:32 − Marchant (Roberts) (PP)           |            |                                                                         |

| 1994. február 19. 20:00 | Egyesült Államok (USA) | 4–6 (1–2, 0–2, 3–2) | Svédország (SWE) | Håkons Hall, Lillehammer Nézőszám: 9245 |

| | Mike Dunham | Kapusok                               | Tommy Salo | Játékvezető: Petr Bolina Vonalbírók: Lonnie Cameron Pierre Tremblay |
| \| \| 0–1 \| 10:38 − Juhlin (Näslund) \| \| Lilley (Lazaro) − 10:38 \| 1–1 \| \| \| \| 1–2 \| 16:05 − Juhlin (Svensson, Berglund) \| \| \| 1–3 \| 32:51 − Juhlin (Näslund, Rohlin) (PP) \| \| \| 1–4 \| 35:21 − Hansson \| \| Ferraro (Johnson, Crowley) − 43:25 \| 2–4 \| \| \| Rolston (Drury, Ciavaglia) − 45:29 \| 3–4 \| \| \| \| 3–5 \| 49:25 − Johansson (Juhlin) (PP) \| \| Rolston (Roberts, Sacco) (PP) − 50:51 \| 4–5 \| \| \| \| 4–6 \| 59:01 − Loob \| |             |                                       |            | Játékvezető: Petr Bolina Vonalbírók: Lonnie Cameron Pierre Tremblay |
| 16 perc | Büntetések  | 10 perc                               |            | Játékvezető: Petr Bolina Vonalbírók: Lonnie Cameron Pierre Tremblay |
| 25 | Lövések     | 37                                    |            | Játékvezető: Petr Bolina Vonalbírók: Lonnie Cameron Pierre Tremblay |
| | 0–1         | 10:38 − Juhlin (Näslund)              |            | Játékvezető: Petr Bolina Vonalbírók: Lonnie Cameron Pierre Tremblay |
| Lilley (Lazaro) − 10:38 | 1–1         |                                       |            | Játékvezető: Petr Bolina Vonalbírók: Lonnie Cameron Pierre Tremblay |
| | 1–2         | 16:05 − Juhlin (Svensson, Berglund)   |            | Játékvezető: Petr Bolina Vonalbírók: Lonnie Cameron Pierre Tremblay |
| | 1–3         | 32:51 − Juhlin (Näslund, Rohlin) (PP) |            |                                                                     |
| | 1–4         | 35:21 − Hansson                       |            |                                                                     |
| Ferraro (Johnson, Crowley) − 43:25 | 2–4         |                                       |            |                                                                     |
| Rolston (Drury, Ciavaglia) − 45:29 | 3–4         |                                       |            |                                                                     |
| | 3–5         | 49:25 − Johansson (Juhlin) (PP)       |            |                                                                     |
| Rolston (Roberts, Sacco) (PP) − 50:51 | 4–5         |                                       |            |                                                                     |
| | 4–6         | 59:01 − Loob                          |            |                                                                     |

| 1994. február 21. 20:00 | Egyesült Államok (USA) | 7–1 (5–1, 1–0, 1–0) | Olaszország (ITA) | Håkons Hall, Lillehammer Nézőszám: 9243 |

| | Garth Snow | Kapusok                   | David Delfino Bruno Campese | Játékvezető: Kevin Muench Vonalbírók: Erik Larssen John Svarstad |
| \| Ciavaglia (Martin) − 01:50 \| 1–0 \| \| \| Ferraro (Martin) − 03:59 \| 2–0 \| \| \| Sacco (Ciavaglia) (PP) − 08:58 \| 3–0 \| \| \| Roberts (Lilley) − 13:03 \| 4–0 \| \| \| Ferraro (Johnson, Marchant) − 14:31 \| 5–0 \| \| \| \| 5–1 \| 16:30 − Iovio (Figliuzzi) \| \| Rolston (Drury, Richter) − 36:47 \| 6–1 \| \| \| Rolston (Ciavaglia) − 59:29 \| 7–1 \| \| |            |                           |                             | Játékvezető: Kevin Muench Vonalbírók: Erik Larssen John Svarstad |
| 8 perc | Büntetések | 16 perc                   |                             | Játékvezető: Kevin Muench Vonalbírók: Erik Larssen John Svarstad |
| 47 | Lövések    | 16                        |                             | Játékvezető: Kevin Muench Vonalbírók: Erik Larssen John Svarstad |
| Ciavaglia (Martin) − 01:50 | 1–0        |                           |                             | Játékvezető: Kevin Muench Vonalbírók: Erik Larssen John Svarstad |
| Ferraro (Martin) − 03:59 | 2–0        |                           |                             | Játékvezető: Kevin Muench Vonalbírók: Erik Larssen John Svarstad |
| Sacco (Ciavaglia) (PP) − 08:58 | 3–0        |                           |                             | Játékvezető: Kevin Muench Vonalbírók: Erik Larssen John Svarstad |
| Roberts (Lilley) − 13:03 | 4–0        |                           |                             |                                                                  |
| Ferraro (Johnson, Marchant) − 14:31 | 5–0        |                           |                             |                                                                  |
| | 5–1        | 16:30 − Iovio (Figliuzzi) |                             |                                                                  |
| Rolston (Drury, Richter) − 36:47 | 6–1        |                           |                             |                                                                  |
| Rolston (Ciavaglia) − 59:29 | 7–1        |                           |                             |                                                                  |

Negyeddöntő
| 1994. február 23. 16:30 | Finnország (FIN) | 6–1 (2–0, 2–1, 2–0) | Egyesült Államok (USA) | Lillehammer, Håkons Hall Nézőszám: 9046 |

| | Jarmo Myllys | Kapusok                     | Garth Snow | Játékvezető: Kevin Muench Vonalbírók: Wilhelm Schimm Václav Český |
| \| Koivu (PP) – 12:51 \| 1–0 \| \| \| Nieminen (Keskinen) (SH) – 16:08 \| 2–0 \| \| \| \| 2–1 \| 20:54 – Sacco (Lazaro) (SH) \| \| Nieminen – 24:05 \| 3–1 \| \| \| Virta (Kiprusoff, Keskinen) (PP) – 26:21 \| 4–1 \| \| \| Kiprusoff (Koivu) (PP) – 46:59 \| 5–1 \| \| \| Ojanen (Jutila, Kiprusoff) (PP) – 55:11 \| 6–1 \| \| |              |                             |            | Játékvezető: Kevin Muench Vonalbírók: Wilhelm Schimm Václav Český |
| 18 perc | Büntetések   | 22 perc                     |            | Játékvezető: Kevin Muench Vonalbírók: Wilhelm Schimm Václav Český |
| 36 | Lövések      | 28                          |            | Játékvezető: Kevin Muench Vonalbírók: Wilhelm Schimm Václav Český |
| Koivu (PP) – 12:51 | 1–0          |                             |            | Játékvezető: Kevin Muench Vonalbírók: Wilhelm Schimm Václav Český |
| Nieminen (Keskinen) (SH) – 16:08 | 2–0          |                             |            | Játékvezető: Kevin Muench Vonalbírók: Wilhelm Schimm Václav Český |
| | 2–1          | 20:54 – Sacco (Lazaro) (SH) |            | Játékvezető: Kevin Muench Vonalbírók: Wilhelm Schimm Václav Český |
| Nieminen – 24:05 | 3–1          |                             |            |                                                                   |
| Virta (Kiprusoff, Keskinen) (PP) – 26:21 | 4–1          |                             |            |                                                                   |
| Kiprusoff (Koivu) (PP) – 46:59 | 5–1          |                             |            |                                                                   |
| Ojanen (Jutila, Kiprusoff) (PP) – 55:11 | 6–1          |                             |            |                                                                   |

Az 5–8. helyért
| 1994. február 24. 19:30 | Csehország (CZE) | 5–3 (3–2, 1–0, 1–1) | Egyesült Államok (USA) | Gjøvik, Fjellhallen Nézőszám: 5078 |

| | Petr Bříza | Kapusok                          | Mike Dunham | Játékvezető: Tor Hansen Vonalbírók: Szergej Feofanov Wilhelm Schimm |
| \| \| 0–1 \| 02:50 – Ferraro (Sacco, Johnson) \| \| \| 0–2 \| 04:08 – Lazaro (Beaufait) \| \| Kučera (Doležal) – 14:37 \| 1–2 \| \| \| Geffert (Žemlička, Hrbek) – 16:14 \| 2–2 \| \| \| Hrbek (Geffert, Žemlička) (PP) – 18:43 \| 3–2 \| \| \| Doležal (Vopat, Janecký) – 35:25 \| 4–2 \| \| \| Geffert (Žemlička, Hrbek) – 44:42 \| 5–2 \| \| \| \| 5–3 \| 59:32 – Beaufait \| |            |                                  |             | Játékvezető: Tor Hansen Vonalbírók: Szergej Feofanov Wilhelm Schimm |
| 16 perc | Büntetések | 20 perc                          |             | Játékvezető: Tor Hansen Vonalbírók: Szergej Feofanov Wilhelm Schimm |
| 35 | Lövések    | 28                               |             | Játékvezető: Tor Hansen Vonalbírók: Szergej Feofanov Wilhelm Schimm |
| | 0–1        | 02:50 – Ferraro (Sacco, Johnson) |             | Játékvezető: Tor Hansen Vonalbírók: Szergej Feofanov Wilhelm Schimm |
| | 0–2        | 04:08 – Lazaro (Beaufait)        |             | Játékvezető: Tor Hansen Vonalbírók: Szergej Feofanov Wilhelm Schimm |
| Kučera (Doležal) – 14:37 | 1–2        |                                  |             | Játékvezető: Tor Hansen Vonalbírók: Szergej Feofanov Wilhelm Schimm |
| Geffert (Žemlička, Hrbek) – 16:14 | 2–2        |                                  |             |                                                                     |
| Hrbek (Geffert, Žemlička) (PP) – 18:43 | 3–2        |                                  |             |                                                                     |
| Doležal (Vopat, Janecký) – 35:25 | 4–2        |                                  |             |                                                                     |
| Geffert (Žemlička, Hrbek) – 44:42 | 5–2        |                                  |             |                                                                     |
| | 5–3        | 59:32 – Beaufait                 |             |                                                                     |

A 7. helyért
| 1994. február 26. 16:30 | Németország (GER) | 4–3 (1–1, 1–1, 2–1) | Egyesült Államok (USA) | Håkons Hall, Lillehammer Nézőszám: 9045 |

| | Josef Heiß | Kapusok                             | Garth Snow | Játékvezető: Kevin Muench Vonalbírók: Szergej Feofanov Lonnie Cameron |
| \| Stefan (Brandl, Meyer) (PP) – 11:03 \| 1–0 \| \| \| \| 1–1 \| 17:44 – Sacco (Richter) \| \| \| 1–2 \| 26:27 – Drury (Roberts, Sacco) (PP) \| \| Mayr (Handrick) – 29:34 \| 2–2 \| \| \| Hilger (Ustorf, Mayr) – 49:57 \| 3–2 \| \| \| Hegen – 52:20 \| 4–2 \| \| \| \| 4–3 \| 52:35 – Ferraro (Richter) \| |            |                                     |            | Játékvezető: Kevin Muench Vonalbírók: Szergej Feofanov Lonnie Cameron |
| 2 perc | Büntetések | 10 perc                             |            | Játékvezető: Kevin Muench Vonalbírók: Szergej Feofanov Lonnie Cameron |
| 26 | Lövések    | 29                                  |            | Játékvezető: Kevin Muench Vonalbírók: Szergej Feofanov Lonnie Cameron |
| Stefan (Brandl, Meyer) (PP) – 11:03 | 1–0        |                                     |            | Játékvezető: Kevin Muench Vonalbírók: Szergej Feofanov Lonnie Cameron |
| | 1–1        | 17:44 – Sacco (Richter)             |            | Játékvezető: Kevin Muench Vonalbírók: Szergej Feofanov Lonnie Cameron |
| | 1–2        | 26:27 – Drury (Roberts, Sacco) (PP) |            | Játékvezető: Kevin Muench Vonalbírók: Szergej Feofanov Lonnie Cameron |
| Mayr (Handrick) – 29:34 | 2–2        |                                     |            |                                                                       |
| Hilger (Ustorf, Mayr) – 49:57 | 3–2        |                                     |            |                                                                       |
| Hegen – 52:20 | 4–2        |                                     |            |                                                                       |
| | 4–3        | 52:35 – Ferraro (Richter)           |            |                                                                       |

| Csapat                 | Helyezés |
| ---------------------- | -------- |
| Egyesült Államok (USA) | 8.       |

## Műkorcsolya
| Versenyző                     | Versenyszám  | Rövid program     | Rövid program | Rövid program | Kűr               | Kűr   | Kűr         | Összesítés         | Összesítés |
| Versenyző                     | Versenyszám  | Több. hely. száma | Hely.         | Hely. pont.   | Több. hely. száma | Hely. | Hely. pont. | Helyezési pontszám | Helyezés   |
| ----------------------------- | ------------ | ----------------- | ------------- | ------------- | ----------------- | ----- | ----------- | ------------------ | ---------- |
| Brian Boitano                 | Férfi egyéni | 5×7+              | 8.            | 4,0           | 6×6+              | 6.    | 6,0         | 10,0               | 6.         |
| Scott Davis                   | Férfi egyéni | 7×5+              | 4.            | 2,0           | 5×8+              | 8.    | 8,0         | 10,0               | 8.         |
| Nancy Kerrigan                | Női egyéni   | 7×1+              | 1.            | 0,5           | 9×2+              | 2.    | 2,0         | 2,5                |            |
| Tonya Harding                 | Női egyéni   | 6×10+             | 10.           | 5,0           | 6×7+              | 7.    | 7,0         | 12,0               | 8.         |
| Jenni Meno Todd Sand          | Páros        | 7×6+              | 6.            | 3,0           | 6×5+              | 5.    | 5,0         | 8,0                | 5.         |
| Kyoko Ina Jason Dungjen       | Páros        | 6×15+             | 15.           | 7,5           | 7×8+              | 7.    | 7,0         | 14,5               | 9.         |
| Karen Courtland Todd Reynolds | Páros        | 9×14+             | 13.           | 6,5           | 9×14+             | 14.   | 14,0        | 20,5               | 14.        |

| Versenyző                        | Versenyszám | Kötelező tánc 1   | Kötelező tánc 1 | Kötelező tánc 1 | Kötelező tánc 2   | Kötelező tánc 2 | Kötelező tánc 2 | Eredeti (original) tánc | Eredeti (original) tánc | Eredeti (original) tánc | Kűr               | Kűr   | Kűr         | Összesítés         | Összesítés |
| Versenyző                        | Versenyszám | Több. hely. száma | Hely.           | Hely. pont.     | Több. hely. száma | Hely.           | Hely. pont.     | Több. hely. száma       | Hely.                   | Hely. pont.             | Több. hely. száma | Hely. | Hely. pont. | Helyezési pontszám | Helyezés   |
| -------------------------------- | ----------- | ----------------- | --------------- | --------------- | ----------------- | --------------- | --------------- | ----------------------- | ----------------------- | ----------------------- | ----------------- | ----- | ----------- | ------------------ | ---------- |
| Elizabeth Punsalan Jerod Swallow | Jégtánc     | 7×14+             | 14.             | 2,8             | 7×14+             | 14.             | 2,8             | 8×14+                   | 14.                     | 8,4                     | 6×15+             | 15.   | 15,0        | 29,0               | 15.        |

## Rövidpályás gyorskorcsolya
Férfi
| Versenyző                                    | Versenyszám  | Előfutam | Előfutam | Negyeddöntő | Negyeddöntő | Elődöntő | Elődöntő | B döntő | B döntő | Döntő   | Döntő   | Helyezés |
| Versenyző                                    | Versenyszám  | Idő      | Hely.    | Idő         | Hely.       | Idő      | Hely.    | Idő     | Hely.   | Idő     | Hely.   | Helyezés |
| -------------------------------------------- | ------------ | -------- | -------- | ----------- | ----------- | -------- | -------- | ------- | ------- | ------- | ------- | -------- |
| John Coyle                                   | 500 m        | 45,42    | 3.       | kiesett     | kiesett     | kiesett  | kiesett  | kiesett | kiesett | kiesett | kiesett | 19.      |
| John Coyle                                   | 1000 m       | 1:32,92  | 3.       | kiesett     | kiesett     | kiesett  | kiesett  | kiesett | kiesett | kiesett | kiesett | 19.      |
| Eric Flaim                                   | 500 m        | 44,71    | 4.       | kiesett     | kiesett     | kiesett  | kiesett  | kiesett | kiesett | kiesett | kiesett | 25.      |
| Eric Flaim                                   | 1000 m       | 1:33,71  | 2.       | 1:29,70     | 3.          | kiesett  | kiesett  | kiesett | kiesett | kiesett | kiesett | 10.      |
| Andy Gabel                                   | 500 m        | 44,31    | 2.       | 48,91       | 3.          | kiesett  | kiesett  | kiesett | kiesett | kiesett | kiesett | 14.      |
| Andy Gabel                                   | 1000 m       | 1:32,32  | 1.       | 1:33,59     | 3.          | kiesett  | kiesett  | kiesett | kiesett | kiesett | kiesett | 9.       |
| Randy Bartz John Coyle Eric Flaim Andy Gabel | 5000 m váltó |          |          |             |             | 7:18,58  | 2.       |         |         | 7:13,37 | 2.      |          |

Női
| Versenyző                                                 | Versenyszám  | Előfutam | Előfutam | Negyeddöntő | Negyeddöntő | Elődöntő | Elődöntő | B döntő | B döntő | Döntő   | Döntő   | Helyezés |
| Versenyző                                                 | Versenyszám  | Idő      | Hely.    | Idő         | Hely.       | Idő      | Hely.    | Idő     | Hely.   | Idő     | Hely.   | Helyezés |
| --------------------------------------------------------- | ------------ | -------- | -------- | ----------- | ----------- | -------- | -------- | ------- | ------- | ------- | ------- | -------- |
| Amy Peterson                                              | 500 m        | 47,02    | 1.       | 46,59       | 1.          | 46,28    | 2.       |         |         | 46,76   | 3.      |          |
| Amy Peterson                                              | 1000 m       | 1:45,38  | 2.       | 1:39,51     | 3.          | kiesett  | kiesett  | kiesett | kiesett | kiesett | kiesett | 13.      |
| Cathy Turner                                              | 500 m        | 46,22    | 1.       | 47,24       | 2.          | 47,54    | 1.       |         |         | 45,98   | 1.      |          |
| Cathy Turner                                              | 1000 m       | 1:47,03  | 2.       | 1:38,98     | 2.          | kizárták | kizárták | kiesett | kiesett | kiesett | kiesett | 8.       |
| Amy Peterson Cathy Turner Nikki Ziegelmeyer Karen Cashman | 3000 m váltó |          |          |             |             | 4:35,52  | 2.       |         |         | 4:39,34 | 3.      |          |

## Síakrobatika
Ugrás
| Versenyző         | Versenyszám | Selejtező | Selejtező | Döntő   | Döntő    |
| Versenyző         | Versenyszám | Pont      | Helyezés  | Pont    | Helyezés |
| ----------------- | ----------- | --------- | --------- | ------- | -------- |
| Eric Bergoust     | Férfi       | 190,48    | 12.       | 210,48  | 7.       |
| Kris Feddersen    | Férfi       | 199,27    | 9.        | 195,26  | 11.      |
| Trace Worthington | Férfi       | 221,11    | 4.        | 218,19  | 5.       |
| Tracy Evans       | Női         | 147,91    | 8.        | 139,77  | 7.       |
| Kristean Porter   | Női         | 91,14     | 20.       | kiesett | kiesett  |
| Nikki Stone       | Női         | 143,86    | 13.       | kiesett | kiesett  |

Mogul
| Versenyző         | Versenyszám | Selejtező | Selejtező | Döntő   | Döntő    |
| Versenyző         | Versenyszám | Pont      | Helyezés  | Pont    | Helyezés |
| ----------------- | ----------- | --------- | --------- | ------- | -------- |
| Troy Benson       | Férfi       | 24,42     | 13.       | 24,86   | 8.       |
| Craig Rodman      | Férfi       | 23,98     | 18.       | kiesett | kiesett  |
| Sean Smith        | Férfi       | 24,31     | 16.       | 23,43   | 13.      |
| Trace Worthington | Férfi       | 23,79     | 19.       | kiesett | kiesett  |
| Ann Battelle      | Női         | 23,63     | 8.        | 23,71   | 8.       |
| Liz McIntyre      | Női         | 25,23     | 1.        | 25,89   |          |
| Donna Weinbrecht  | Női         | 23,96     | 6.        | 24,38   | 7.       |

## Sífutás
Férfi
| Versenyző                                               | Versenyszám         | Eredmény  | Helyezés |
| ------------------------------------------------------- | ------------------- | --------- | -------- |
| John Aalberg                                            | 10 km               | 27:02,3   | 45.      |
| John Aalberg                                            | 15 km üldözőverseny | 41:13,4   | 33.      |
| John Aalberg                                            | 30 km               | 1:21:45,1 | 43.      |
| Luke Bodensteiner                                       | 10 km               | 27:22,3   | 58.      |
| Luke Bodensteiner                                       | 15 km üldözőverseny | 42:33,0   | 45.      |
| Luke Bodensteiner                                       | 30 km               | 1:20:13,0 | 36.      |
| Todd Boonstra                                           | 10 km               | 26:56,3   | 41.      |
| Todd Boonstra                                           | 15 km üldözőverseny | 41:47,1   | 41.      |
| Todd Boonstra                                           | 50 km               | 2:20:41,0 | 39.      |
| Ben Husaby                                              | 10 km               | 27:11,3   | 52.      |
| Ben Husaby                                              | 15 km üldözőverseny | 42:15,9   | 43.      |
| Ben Husaby                                              | 50 km               | 2:23:37,3 | 53.      |
| Marcus Nash                                             | 30 km               | 1:27:18,7 | 65.      |
| Carl Swenson                                            | 30 km               | 1:22:08,6 | 45.      |
| Pete Vordenberg                                         | 50 km               | 2:22:53,1 | 49.      |
| Justin Wadsworth                                        | 50 km               | 2:19:49,1 | 35.      |
| John Aalberg Ben Husaby Todd Boonstra Luke Bodensteiner | 4 × 10 km váltó     | 1:49:40,5 | 13.      |

Női
| Versenyző                                              | Versenyszám         | Eredmény      | Helyezés      |
| ------------------------------------------------------ | ------------------- | ------------- | ------------- |
| Ingrid Butts                                           | 5 km                | 16:33,6       | 53.           |
| Ingrid Butts                                           | 10 km üldözőverseny | 34:31,6       | 50.           |
| Dorcas DenHartog-Wonsavage                             | 30 km               | 1:36:34,1     | 40.           |
| Nina Kemppel                                           | 5 km                | 15:44,8       | 28.           |
| Nina Kemppel                                           | 10 km üldözőverseny | 32:13,8       | 31.           |
| Nina Kemppel                                           | 15 km               | 46:56,8       | 42.           |
| Nina Kemppel                                           | 30 km               | 1:32:55,3     | 27.           |
| Suzanne King                                           | 30 km               | 1:45:27,9     | 51.           |
| Laura McCabe                                           | 15 km               | 45:51,1       | 34.           |
| Karen Petty                                            | 5 km                | 16:52,5       | 59.           |
| Karen Petty                                            | 10 km üldözőverseny | nem ért célba | nem ért célba |
| Leslie Thompson                                        | 5 km                | 16:08,0       | 40.           |
| Leslie Thompson                                        | 10 km üldözőverseny | 32:22,6       | 32.           |
| Leslie Thompson                                        | 15 km               | 46:10,3       | 37.           |
| Laura Wilson                                           | 15 km               | 45:59,9       | 35.           |
| Laura Wilson                                           | 30 km               | 1:38:52,6     | 49.           |
| Laura Wilson Nina Kemppel Laura McCabe Leslie Thompson | 4 × 5 km váltó      | 1:02:28,4     | 10.           |

## Síugrás
| Versenyző                                        | Versenyszám | 1. ugrás | 1. ugrás | 2. ugrás | 2. ugrás | Összesítés | Összesítés |
| Versenyző                                        | Versenyszám | Pont     | Hely.    | Pont     | Hely.    | Pont       | Helyezés   |
| ------------------------------------------------ | ----------- | -------- | -------- | -------- | -------- | ---------- | ---------- |
| Jim Holland                                      | Normálsánc  | 85,0     | 52.      | 73,0     | 45.*     | 158,0      | 48.        |
| Jim Holland                                      | Nagysánc    | 42,1     | 49.      | 60,8     | 40.      | 102,9      | 46.        |
| Bob Holme                                        | Normálsánc  | 97,0     | 41.*     | 98,0     | 31.      | 195,0      | 35.        |
| Bob Holme                                        | Nagysánc    | 47,3     | 47.      | 37,7     | 53.      | 85,0       | 50.        |
| Ted Langlois                                     | Normálsánc  | 108,5    | 31.**    | 88,5     | 37.      | 197,0      | 33.        |
| Ted Langlois                                     | Nagysánc    | 71,6     | 34.      | 63,6     | 35.      | 135,2      | 35.        |
| Randy Weber                                      | Normálsánc  | 86,5     | 51.      | 84,0     | 40.      | 170,5      | 44.        |
| Randy Weber                                      | Nagysánc    | 30,7     | 51.      | 39,0     | 52.      | 69,7       | 53.        |
| Randy Weber Greg Boester Kurt Stein Ted Langlois | Csapat      | 235,2    | 11.      | 269,8    | 11.      | 505,0      | 11.        |

* - egy másik versenyzővel azonos eredményt ért el

** - két másik versenyzővel azonos eredményt ért el

## Szánkó
| Versenyző                       | Versenyszám | 1. futam      | 1. futam      | 2. futam | 2. futam | 3. futam      | 3. futam      | 4. futam | 4. futam | Összesítés | Összesítés |
| Versenyző                       | Versenyszám | Idő           | Hely.         | Idő      | Hely.    | Idő           | Hely.         | Idő      | Hely.    | Idő        | Helyezés   |
| ------------------------------- | ----------- | ------------- | ------------- | -------- | -------- | ------------- | ------------- | -------- | -------- | ---------- | ---------- |
| Duncan Kennedy                  | Férfi egyes | 50,587        | 6.            | 50,633   | 4.       | nem ért célba | nem ért célba | kiesett  | kiesett  | kiesett    | kiesett    |
| Robert Pipkins                  | Férfi egyes | 51,248        | 17.           | 51,332   | 17.      | 50,885        | 14.*          | 51,115   | 16.      | 3:24,580   | 16.        |
| Wendel Suckow                   | Férfi egyes | 50,698        | 10.           | 50,819   | 7.       | 50,359        | 5.            | 50,548   | 4.       | 3:22,424   | 5.         |
| Bethany Calcaterra-McMahon      | Női egyes   | 49,733        | 14.           | 49,542   | 12.      | 49,304        | 7.            | 49,426   | 9.       | 3:18,005   | 12.        |
| Cammy Myler                     | Női egyes   | 49,201        | 8.            | 49,763   | 15.      | 49,324        | 10.           | 49,546   | 14.      | 3:17,834   | 11.        |
| Erin Warren                     | Női egyes   | nem ért célba | nem ért célba | kiesett  | kiesett  | kiesett       | kiesett       | kiesett  | kiesett  | kiesett    | kiesett    |
| Mark Grimmette Jonathan Edwards | Kettes      | 48,617        | 5.            | 48,672   | 4.       |               |               |          |          | 1:37,289   | 4.         |
| Chris Thorpe Gordon Sheer       | Kettes      | 48,571        | 4.            | 48,725   | 6.       |               |               |          |          | 1:37,296   | 5.         |

* - egy másik versenyzővel azonos eredményt ért el